# TAM (tank)
TAM je střední tank, vyvinutý pro účely argentinské armády německou společností Rheinmetall. Název tanku je zkratka slov Tanque Argentino Mediano. Při stavbě tanku byl použit podvozek německého bojového vozidla pěchoty Marder. Argentinská armáda má celkem 213 těchto tanků (2012).

## Vývoj
Řadu let po skončení druhé světové války tvořily základ argentinských obrněných sil tanky Sherman. Ale v 70. letech 20. století už bylo velmi obtížné udržet tyto tanky v provozu. To byl důvod k rozhodnutí o pořízení nového tanku. Většina tehdy vyráběných tanků měla hmotnost vyšší než 40 tun. Proto bylo rozhodnuto vyvinout zcela nový tank, který by splňoval všechny požadavky argentinské armády. Kontrakt byl uzavřen se západoněmeckou společností Rheinmetall, která tehdy vyráběla německá bojová vozidla pěchoty Marder.
První prototyp TAM (Tanque Argentino Mediano) byl vyroben v roce 1976 a další dva prototypy v následujícím roce. Tank byl vyzkoušen a schválen armádou Argentiny. Závod na výrobu těchto tanků (TAMSE) byl postaven v blízkosti Buenos Aires. Vyrobilo se celkem asi 200 tanků, ale žádný z nich se nezúčastnil války o Falklandy. Ve spolupráci se společností Rheinmetall bylo vyvinuto také bojové vozidlo pěchoty, vyrobené v počtu asi 150 kusů, přičemž další výroba vozidel byla z důvodu finanční krize zastavena roku 1986.

## Popis
Podvozek tanku byl převzat z německého bojového vozidla pěchoty Marder. Sedadlo řidiče je umístěno v přední levé části tanku. Po pravé straně řidiče se nachází motor a převodovka. Čelní pancíř má potřebný úhel sklonu pro zabezpečení maximální ochrany při zachování hmotnostní kategorie tanku. Pancéřování je však slabší než např. u tanků Leopard 1 nebo AMX 30. Zbraňová věž je situována v zadní části tanku. Ve věži jsou umístěni tři členové posádky – velitel a střelec napravo, nabíječ nalevo.
Hlavní zbraň tvoří 105mm kanón, vybavený ejektorem. Kanón má náměr -7° až +18°. Jako sekundární zbraň slouží koaxiální 7,62mm kulomet a podobná zbraň může být umístěna v horní části věže. Na bocích věže jsou čtyřhlavňové granátomety pro kouřové, či tříštivé granáty. Zásobu střeliva tvoří 50 nábojů pro 105mm kanón a 6000 nábojů pro 7,62mm kulomety.

## Další vývoj
Na základě TAM byla v letech 1988 až 1993 vyvinuta další vozidla; obrněné vyprošťovací vozidlo a 155mm samohybná houfnice.